# Multistars 2011
24. Multistars – Trofeo Zerneri Acciai – mityng lekkoatletyczny w konkurencjach wielobojowych rozegrany 7 i 8 maja w Desenzano del Garda we Włoszech. Zawody były drugą odsłoną cyklu IAAF World Combined Events Challenge w sezonie 2011.

## Rezultaty
| Konkurencja:           | 1. miejsce             | Rezultat  | 2. miejsce        | Rezultat  | 3. miejsce       | Rezultat  |
| Dziesięciobój mężczyzn | Luiz Alberto de Araújo | 7858 pkt. | Brent Newdick     | 7780 pkt. | Hamdi Dhouibi    | 7731 pkt. |
| Siedmiobój kobiet      | Margaret Simpson       | 6270 pkt. | Marina Gonczarowa | 5995 pkt. | Francesca Doveri | 5988 pkt. |